# Knihařství

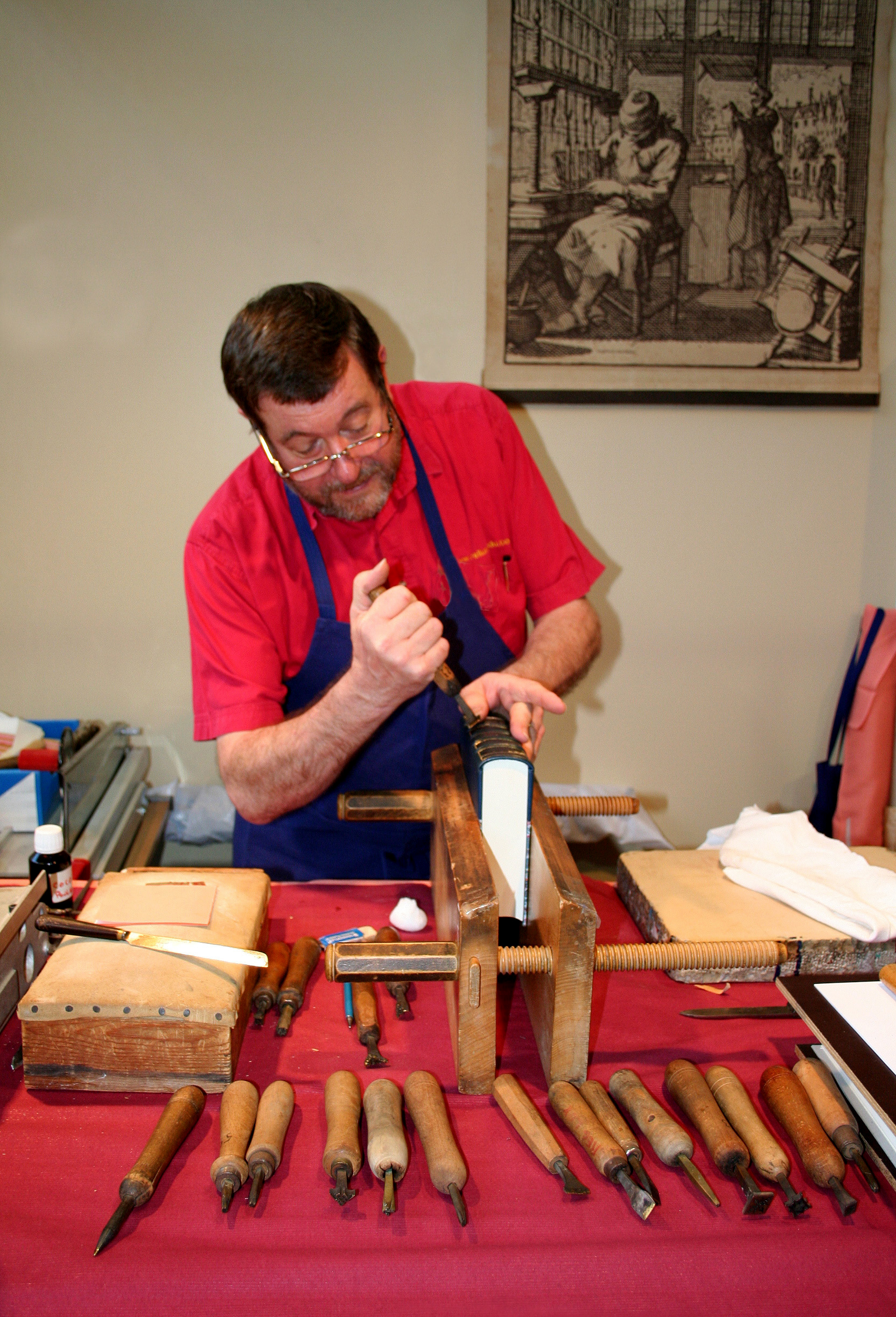
Knihař při zdobení hřbetu

Knihařství je řemeslo, které se zabývá vázáním knih, alb a výrobou předmětů z lepenky (pasparty, obaly jako kazety či krabice). V současnosti se velká většina knih váže strojově – viz Knižní vazba. Patronem knihařů je sv. Lukáš.

## Historie
Potřeba zaznamenávat delší texty si vynutila vznik knihy a s ní i knižní vazby. Materiál, na nějž se psalo, nebyl příliš trvanlivý, a tak dochované exempláře indických a čínských knih pocházejí z daleko pozdější doby. V Indii se psalo na preparované palmové listy, které se provázkem svazovaly k sobě, v Číně na úzká a tenká prkénka, která se spojovala jako leporelo a skládala jako vějíř. Ve starověkém Egyptě se psalo na pásy z papyru (i několik metrů dlouhé), které se navinuly na dřevěnou tyčku a při čtení odvíjely z jedné ruky do druhé. Evropská antická kultura uchovávala texty na svitcích papyru, popsaných jen z jedné strany, které se v knihovnách ukládaly do polic. Tato forma svitku se dodnes používá v židovské bohoslužbě, jinak svitky od 7. století zcela vymizely. 
Vedle toho se však už v římské době začal vyskytovat kodex, původně svazeček tenkých prkének, svázaných provázky. V Egyptě se zachovaly zlomky papyrových rukopisů, popsané po obou stranách, a tedy zřejmě vázané do kodexu. Pro nákladné a zejména bohoslužebné knihy se od 4. století začal používat drahý, ale trvanlivější pergamen, jemně vydělaná kůže. Listy pergamenu (latinsky folio), napůl přeložené, tvořily složky, které se pak ve hřbetu sešily. Vzniklý foliant měl daleko větší rozsah, díky dřevěným deskám vazby byl odolný a dobře se v něm hledalo. Kniha se dala otevřít a položit na stůl, takže čtenář měl obě ruce volné. Rukopis chránily dřevěné desky potažené jemnou kůží, a protože pergamen ve vlhku bobtná, byly na vnější straně svázány kovovými sponami. Desky se zdobily vytlačovanými ornamenty a u bohoslužebných knih i kovovými ozdobami, drahými kameny a podobně.
Podstatnou proměnu znamenal čínský objev papíru, který se rozšířil v arabských zemích s islámem od 7. století a ve vrcholném středověku se dostal i do Evropy. Byl daleko tenčí a lehčí, dal se vyrábět v téměř libovolné velikosti a zejména byl podstatně levnější. S objevem knihtisku v polovině 15. století množství knih prudce vzrostlo a snížila se jejich cena, takže se staly běžnou součástí vzdělanějších městských domácností.
Knihařství jako městské řemeslo se osamostatnilo ve vrcholném středověku, vázáním knih se také zabývali studenti na univerzitách. V českých městech pergameníci zpracovávali kůži na listy i na vazby knih od 14. století. Počet knihařů, kteří bývali zároveň knihtiskaři, knihvazači i knihkupci,  prudce stoupl po vzniku knihtisku s používáním levnějšího  papíru. V Čechách k prvním významným knihařům patřil Bartoloměj Trnka v Českém Krumlově na přelomu 15. století a 16. století.
Až do 19. století se knihy vázaly řemeslně - ručně. Se vznikem knihařských strojů začaly převládat „nakladatelské vazby“, kdy se už knihy prodávaly jednotně vázané. V polovině 20. století se zavedly „měkké vazby“ (paperback) a brožované knihy přestaly vycházet. Knihařství se tak stává uměleckým řemeslem, případně restaurátorstvím.

## Druhy knihařských vazeb
Knihařské vazby jsou vždy šité, na vazy, tkanice nebo gázu, ale liší se způsobem připojení desek:
- U vazby nasazované (někdy také „kožené“) se desky tvoří až na knižním bloku a vazy nebo tkanice se na desky lepí z vnější strany. Taková vazba je pracnější, je však také pevnější a lépe se otvírá. Používá se pro těžké a cenné knihy.
- U vazby zavěšované se desky vyrobí zvlášť a knižní blok se do nich vlepuje. Tkanice nebo gáza je pak jsou vlepena mezi desku a předsádku.

Knihaři užívali množství různých technik šití, vázání i zdobení podle dobového vkusu, podle velikosti a váhy knihy i podle jejího určení. Zde popíšeme nejběžnější postup ruční vazby, jak se užíval až do 20. století.

## Postup ruční šité vazby

### Nástroje
Mezi hlavní knihařské nástroje patří ostrý nůž, knihařská kostka, duralová nebo zinková podložka, pravítko a úhelník, protože na dodržení pravých úhlů velmi záleží. Klasickým lepidlem je zahřátý kostní klih, který se na rozdíl od syntetických lepidel dá dobře odstranit teplou vodou. Knihař potřebuje také šroubový lis a různé speciální nástroje.

### Příprava
Knihař, který váže tiskařské archy, je musí nejprve sfalcovat, to jest několikrát přesně přeložit, aby vznikly složky. Složky mívají podle váhy papíru 4 až 16 listů, proto se formát knihy dříve označoval jako „kvart“ (4°), „osmerka“ (oktáv, 8°) nebo „šestnácterka“ (16°). Archy bývají už označeny na první stránce vlevo dole signaturou, tj. pořadovým číslem archu v knize, ve starší době se užívaly tzv. kustody – prvních několik písmen následující složky na poslední stránce té předcházející. Obojí má zabránit vynechání nebo přehození složek. Pokud knihař váže knihu již brožovanou, kde byly složky už slepené, musí je opatrně zbavit zbytků lepidla.

### Šití

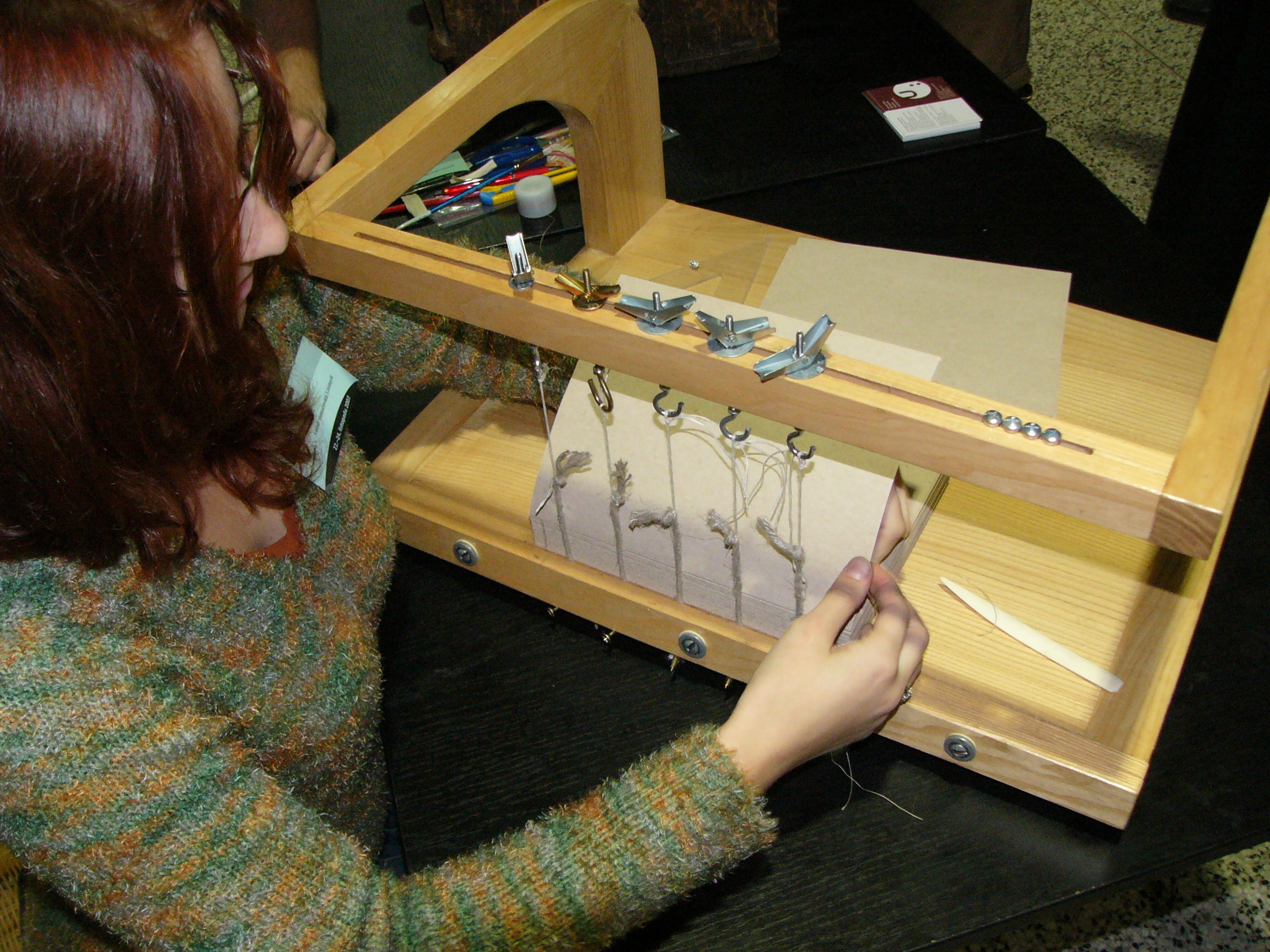
Šití knižního bloku

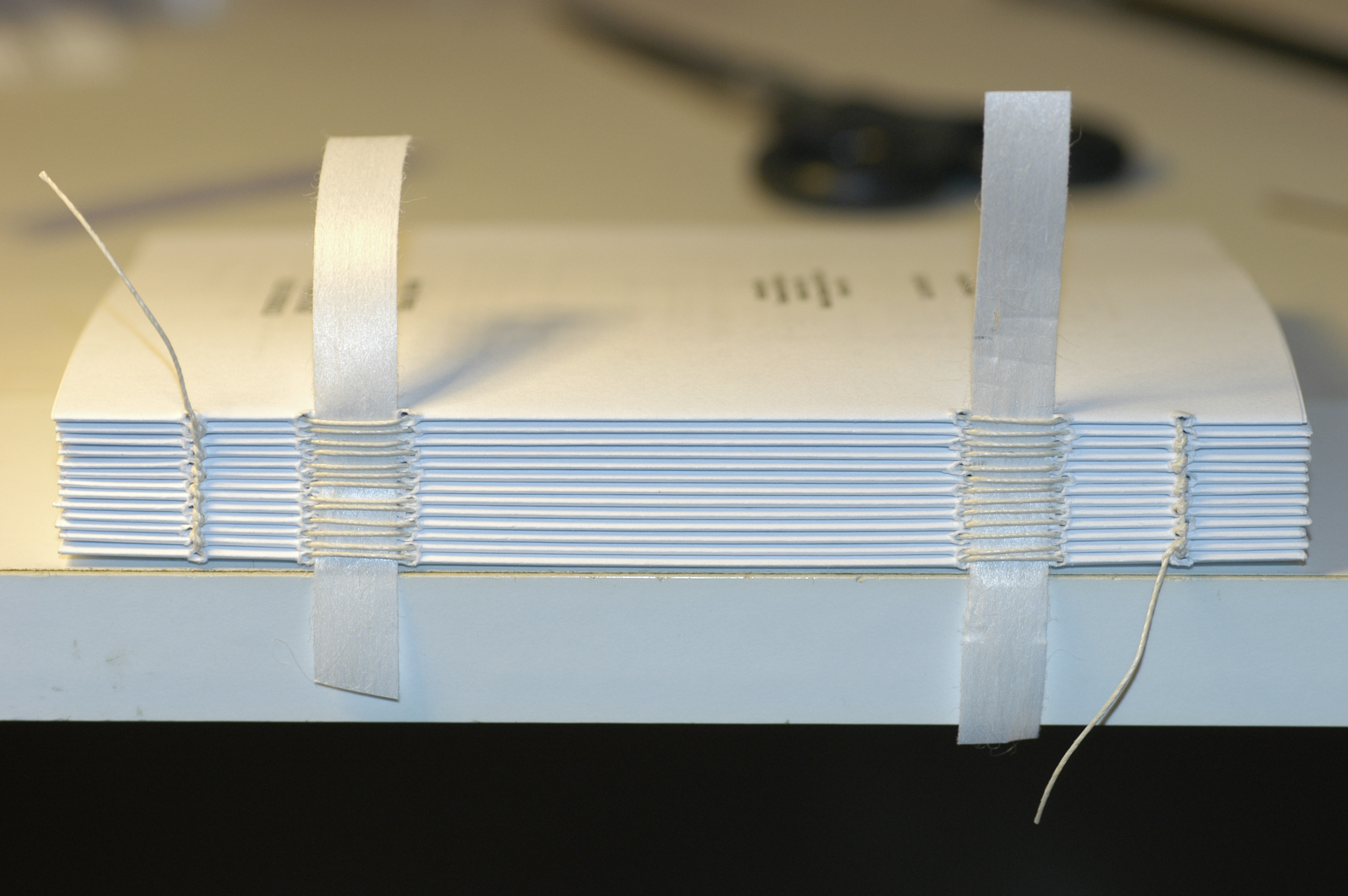
Sešitý knižní blok na dvě tkanice

Šitím vzniká ze složek knižní blok. Jednotlivé složky se ručně přišívají na kožené vazy, na konopné vazy nebo na tkanice. Na srovnaném sloupci složek si knihař vyznačí polohu vpichů a do hřbetů všech složek prořízne pilkou (nebo vypiluje) zářezy pro šití. Při šití na tkanice musí vytvořit dva otvory na okrajích každé tkanice a po jednom na dolní a horní části hřbetu. Šije se obyčejnou jehlou a pevnou nití tak, že se nit zavede z vnější stany do krajního otvoru první složky, vyvede ven před prvním vazem nebo tkanicí, a když jsou všechny obšity, vyvede nit ven posledním (krajním) otvorem. Zde ji provlékne stehem na předchozí složce a začne opačným směrem přišívat další složku. Šití usnadňuje rámeček, v němž jsou tkanice upevněny svisle.
Ještě před sešitím se na blok z obou stran opatrně přilepí předsádky – dvojlisty silnějšího, často barevného papíru. Sešitý blok se na hřbetu naklíží řidším klihem, aby složky držely pevně pohromadě, ale aby klih nepronikl mezi ně. Po uschnutí klihu se blok ze tří stran ořízne, dnes obvykle řezačkou. U silnějších knih se klih na hřbetu rozmyje teplou vodou a hřbet se opatrným poklepem zkulatí. Kulatý hřbet je pevnější a kniha se lépe otvírá. Hřbet se pak ještě přelepí papírem nebo gázou a na horní i dolní okraj se přilepí tkaný kapitálek. Pod kapitálek se někdy vlepují tkané záložky (barevné tkanice).

### Zavěšovaná vazba

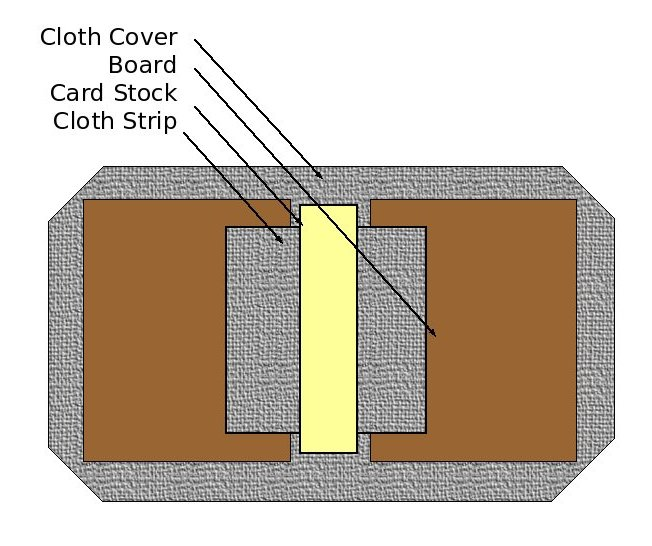
Rozměření na desky

Zavěšovaná vazba se liší tím, že se celé desky vytvoří zvlášť a blok se do nich až nakonec vlepí. Desky tvoří dva přiměřeně velké přířezy z tuhé lepenky (ve starších dobách se užívala i prkénka) a proužek lepenky na hřbet. Podle druhu vazby si knihař připraví buď jeden kus plátna či papíru na celé desky (celoplátěná nebo papírová vazba), anebo užší pruh plátna (případně tenké kůže) na hřbet, který přesahuje jen několik cm na desky, a papír na polepení zbývajících částí desek. U polokožených a poloplátěných vazeb se z plátna obvykle dělají i rohy a papír tak bude mít šikmo ostřižené rohy. Používá se klížené nebo zatírané knihařské plátno, které drží pevný tvar. U poloplátěné vazby se hřbetní lepenkový pásek a obě desky spojí přelepením plátnem, na rohy se nalepí rohovky a zbytek plochy polepí obvykle barevným papírem. Hotová deska se dá uschnout v lisu, aby se nezkroutila, případně dokončí zlacením či slepotiskem. Tkanice na knižním bloku se zkrátí a přilepí na předsádky a nakonec se blok „zavěsí“, tj. celou plochou předsádky pevně přilepí na desky.

### Nasazovaná vazba
U nasazované vazby se tkanice nebo vazy přilepí na přířezy desek zvenčí, desky se polepí potahy a přilepí na předsádky. Nakonec se na knihu nasadí hřbet, který může být (u tenké kůže a menší knihy) ke hřbetu celou plochou přilepen, častěji se však lepí pouze na desky.

### Zdobení a dokončení
Kniha se nechá uschnout v lisu a může se pak zdobit tiskem, reliéfním slepotiskem nebo zlacením. Na místa ke zlacení se bílkem nebo lepidlem nalepí velmi tenká kovová fólie (pozlátko) a potiskuje nahřátými kovovými formami (písmena, ozdoby, linky). Přebytečné pozlátko se pak setře. Dnes se často používají samolepicí fólie, které však vyžadují větší tlak (lisem). K dokončení může patřit vyhlazení, obarvení, případně zdobení ořízky, svrchní strana se někdy zlatí, aby mezi listy nevnikal prach.

## Historické a umělecké vazby
Pergamen silně navlhá a kroutí se, proto byly staré kožené vazby zavěšeny na dřevěných deskách a staženy párem kovových spon. Tento princip byl zaveden již u vazby rukopisných knih ve 13.-14. století a přetrval u knih tištěných až do přelomu 16. a 17. století. Takové desky se pro ochranu a lepší manipulaci zdobily také kovovými (nejčastěji mosaznými) pukly a nárožnicemi. Další vazby se pro snazší mobilitu (transport) vázaly do sáčků zavěšovaných čtenáři u pasu. Významné středověké bibliofilie jako Vyšehradský kodex nebo Osecký lekcionář bývaly vázány v textilních obalech, které mohly být z hedvábí nebo z vlny, s výrazným desénem nebo s výšivkou. 
Knihy se v nejstarších dobách ukládaly do poliček jak svisle, tak vodorovně. Knižní desky se v době gotické zdobily kovovými ozdobami nebo také výšivkami. Umělecké vazby byly nejhonosnější v době renesance, kdy knihaři vázali knihy do vepřovice, teletiny, hověziny či kozinky, o kůže safiánové nebo kordovánské a na jejich plastickou výzdobu používali tiskařské plotny, kolky, linky, vlnovky či signety. Výzdoba mohla být pouze plastická, pak se nazývá slepotisk, jindy měla po vzoru knih arabských či tureckých výzdobu zlacenou nebo barvenou. 
Knihaři 19. století zavedli na obálkách pestrobarevné škrobové papíry, tzv. škrobáky: silnější papír se natřel vrstvičkou hustší škrobové barvy dvou či tří kontrastních odstínů, která se dala různě zdobit hřebenem, prsty nebo otisknutím struktury např. letokruhů prkénka..

## Významní čeští umělečtí knihaři
- Jiří Melantrich z Aventina - knihtiskař a knihař
- Ludvík Bradáč
- Jiří Faltus
- Jiří Fogl
- Vilém Bohumír Hauner
- Ladislav Hodný starší
- Vojtěch Jirout
- Jenda Rajman
- Jan Sobota
- Jindřich Svoboda
- Jan Toužimský (politik)
- Bartoloměj Trnka
- Josef Vyskočil